# Palestine (Illinois)
Palestine és una població dels Estats Units a l'estat d'Illinois. Segons el cens del 2000 tenia 1.366 habitants.

## Demografia
Segons el cens del 2000, Palestine tenia 1.366 habitants, 625 habitatges, i 400 famílies. La densitat de població era de 703,2 habitants/km².
Dels 625 habitatges en un 27% hi vivien nens de menys de 18 anys, en un 51,2% hi vivien parelles casades, en un 10,6% dones solteres, i en un 36% no eren unitats familiars. En el 33,4% dels habitatges hi vivien persones soles el 17,8% de les quals corresponia a persones de 65 anys o més que vivien soles. El nombre mitjà de persones vivint en cada habitatge era de 2,19 i el nombre mitjà de persones que vivien en cada família era de 2,76.
Per edats la població es repartia de la següent manera: un 22,6% tenia menys de 18 anys, un 8,2% entre 18 i 24, un 23,7% entre 25 i 44, un 25,2% de 45 a 60 i un 20,3% 65 anys o més.
L'edat mediana era de 42 anys. Per cada 100 dones de 18 o més anys hi havia 83,5 homes.
La renda mediana per habitatge era de 28.911 $ i la renda mediana per família de 35.500 $. Els homes tenien una renda mediana de 30.139 $ mentre que les dones 20.184 $. La renda per capita de la població era de 15.185 $. Aproximadament el 13,6% de les famílies i el 15,8% de la població estaven per davall del llindar de pobresa.

## Poblacions més properes
El següent diagrama mostra les poblacions més properes.